# Ted Cassidy
Theodore Crawford "Ted" Cassidy (Pittsburgh, Pensilvânia, 31 de julho de 1932 — Los Angeles, Califórnia, 16 de janeiro de 1979) foi um ator americano que trabalhou para o cinema e televisão.

## Biografia
Com seus dois metros e seis centímetros de altura, ele tendia a interpretar personagens incomuns em séries de  ficção científica  como
Star Trek e I Dream of Jeannie. Ele é mais conhecido por desempenhar o papel de Tropeço, o mordomo na série de televisão dos anos 1960, A Família Adams (The Addams Family), e realizar a narração de abertura da série de TV dos anos 1970, O Incrível Hulk (The Incredible Hulk).

## Morte
Cassidy foi submetido a uma cirurgia no Centro Médico St. Vincent, em Los Angeles, para remoção de um tumor não-maligno de seu coração. Ao se recuperar em casa, surgiram complicações dias depois e teve que ser reinternado. Em 16 de janeiro de 1979, Cassidy morreu aos 46 anos no Centro Médico St. Vincent.